# Hartelholz

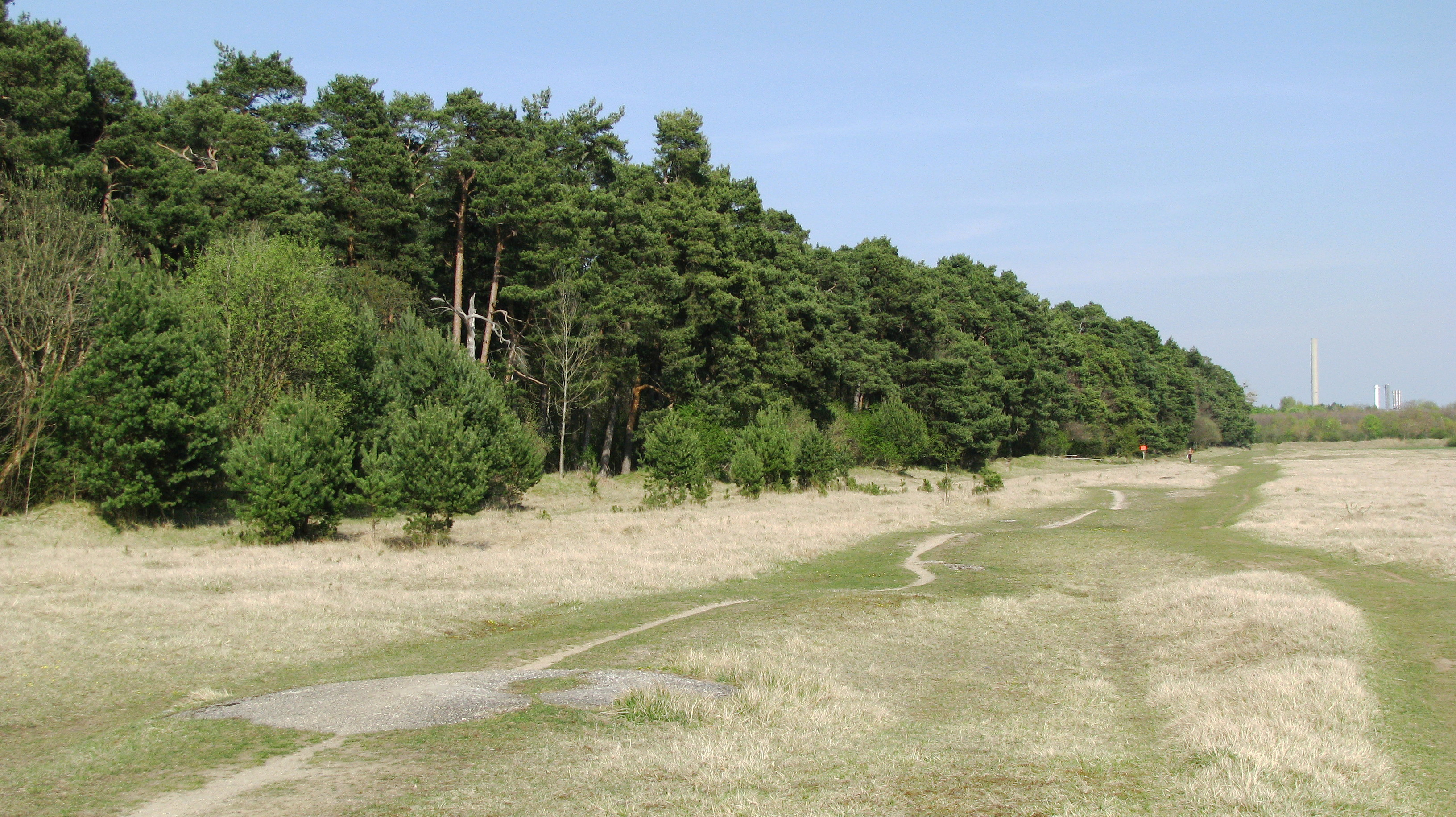
Hartelholz von Süden (von der Panzerwiese aus) gesehen

Das Hartelholz (ursprünglich Harterholz) ist ein 115 Hektar großes Waldgebiet im Stadtteil Feldmoching im Münchner Norden, welches allerdings politisch dem Stadtbezirk Milbertshofen-Am Hart (Stadtbezirksteil Am Hart) zugeordnet ist.
Es ist Teil des Naturschutzgebiets Panzerwiese und Hartelholz und Teil des Landschaftsschutzgebiets Hartelholz. Es gehört zum Münchner Grüngürtel. Das Hartelholz ist zudem eine Teilfläche des Fauna-Flora-Habitat-Gebiets Heideflächen und Lohwälder nördlich von München.

## Lage

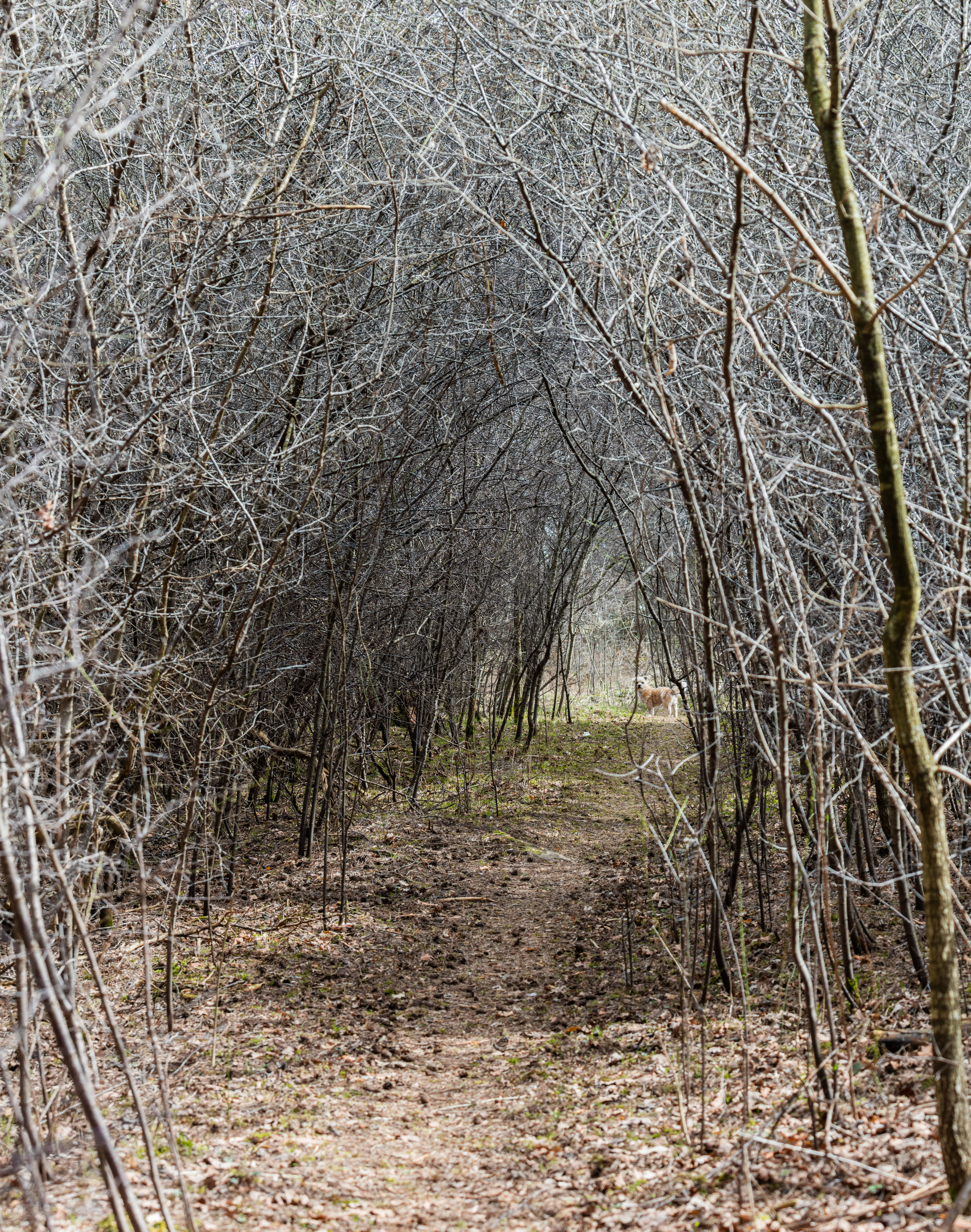
Tunnel aus Ästen in Hartelholz.

Es liegt nördlich der Panzerwiese und südlich der A99 zwischen dem Münchner Stadtteil Hasenbergl (westlich) und der Gemeindegrenze von Oberschleißheim (östlich) auf einer Höhe von etwa 492 m ü. NN. Zwei Kilometer nördlich befindet sich der Flugplatz Oberschleißheim.

## Geschichte
Das Gebiet war ursprünglich kurfürstliches Jagdrevier. Im Mittelalter wurde das Gelände als Pestfriedhof genutzt. An seinem nordwestlichen Waldrand war seit 1580 ein Abdecker ansässig, die sogenannte Schinderhütte (Schinderei). Ab etwa 1600 gehörte das Gebiet unter Wilhelm V. zum  alten Schloss Schleißheim. Es wurde scharf bejagt, und Hasen eigens zur Jagd gezüchtet. Um 1800 war die Panzerwiese ebenfalls noch ein Teil des ehemals 335 ha großen Waldgebietes.
Ab 1928 wurde ein Teilstück des Waldgebietes zum Militärstandort; es wurden zuerst Truppenunterkünfte und später zusätzlich Kriegsgefangenenlager errichtet, die teils zum Flugplatz Schleißheim und teils zum Stammlager VII A gehörten. 1941 wurde dort eine schwere Flakbatterie mit sechs 8.8 Geschützen, vier Scheinwerfern und Bunkern errichtet, die teils noch ruinös erhalten sind. Im Waldgut Hochmutting befand sich eine Außenstelle des KZ Dachau und in der Nachkriegszeit wurden die Lager als DP-Lager genutzt.

## Flora und Fauna
Auf dem ursprünglichen Heidestandort hat sich ein weitgehend natürlicher Eichen-Kiefernwald entwickelt. Der Waldsaum hin zur Panzerwiese sowie weitere offene Flächen innerhalb bieten Lebensräume für wärmeliebende Tier- und Pflanzenarten. Daraus resultiert eine große Artenvielfalt. Allerdings fehlen dort heute aufgrund der hohen Licht- und Lärmverschmutzung stabile Populationen von Großsäugern wie Stand- und Schwarzwild. Einzelne Individuen verunglücken bei Versuchen das Revier zu besetzen immer wieder in der ständigen Verkehrsbelastung der A99 und der B13.

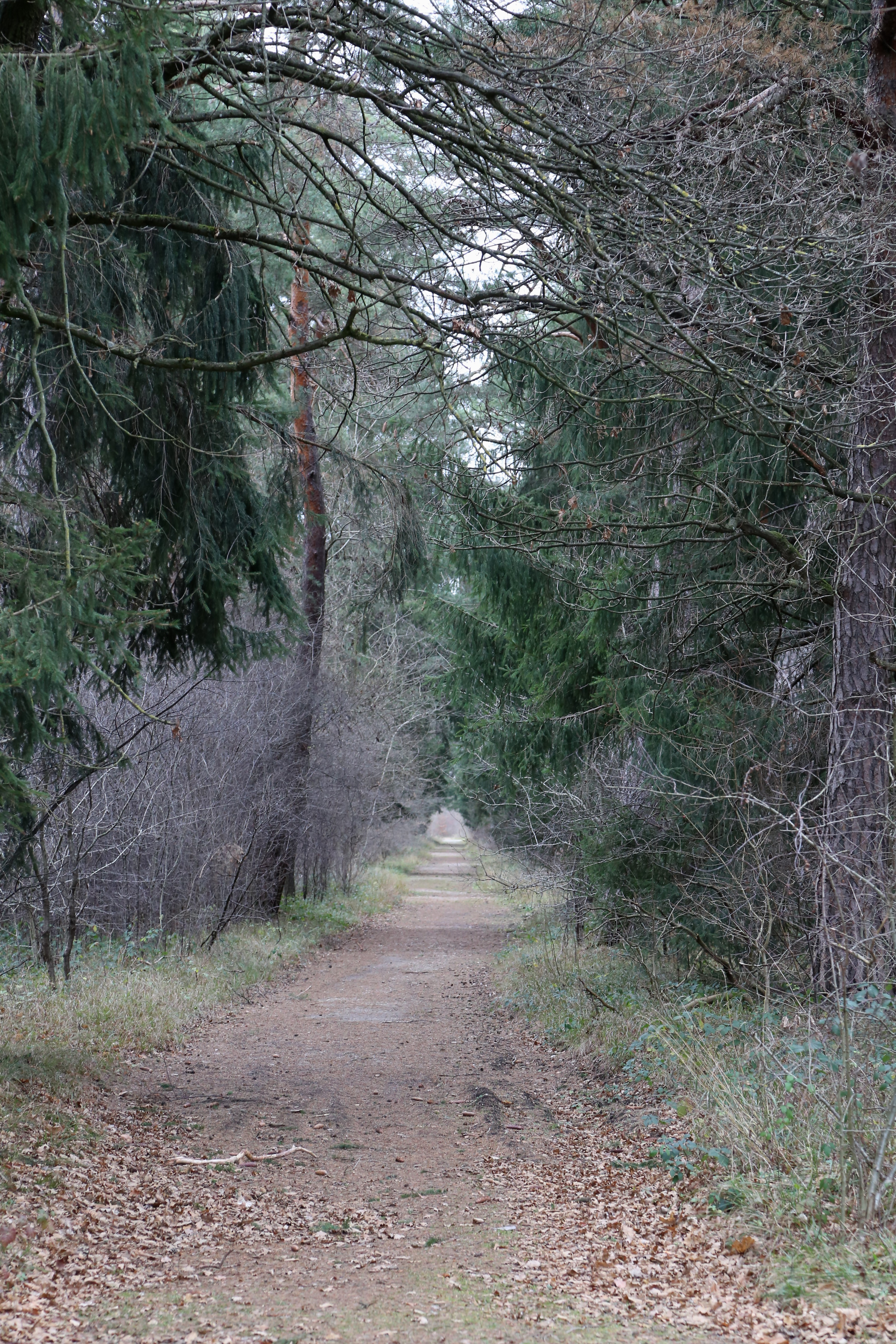
Weg im Hartelholz nach Norden
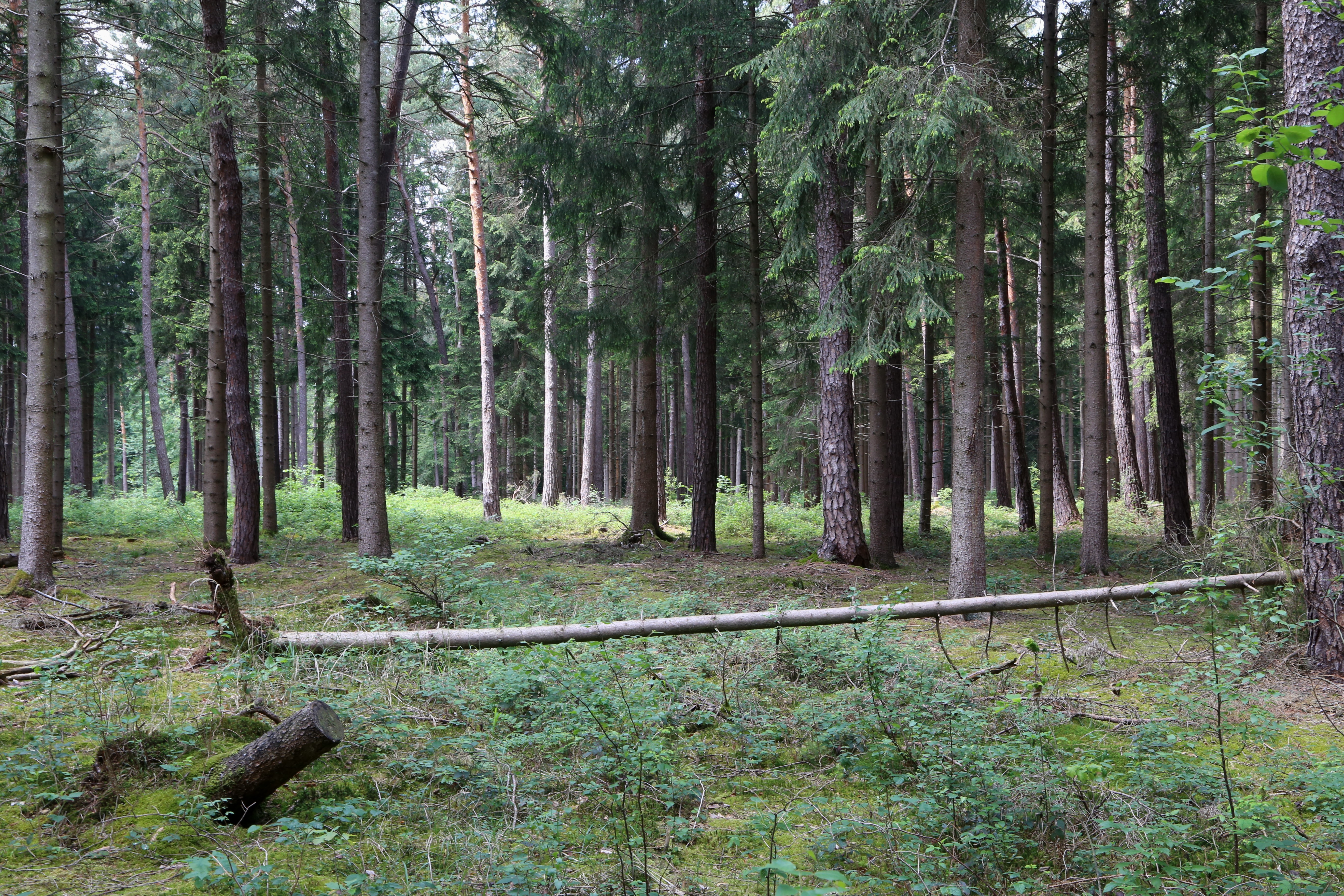
Hartelholz
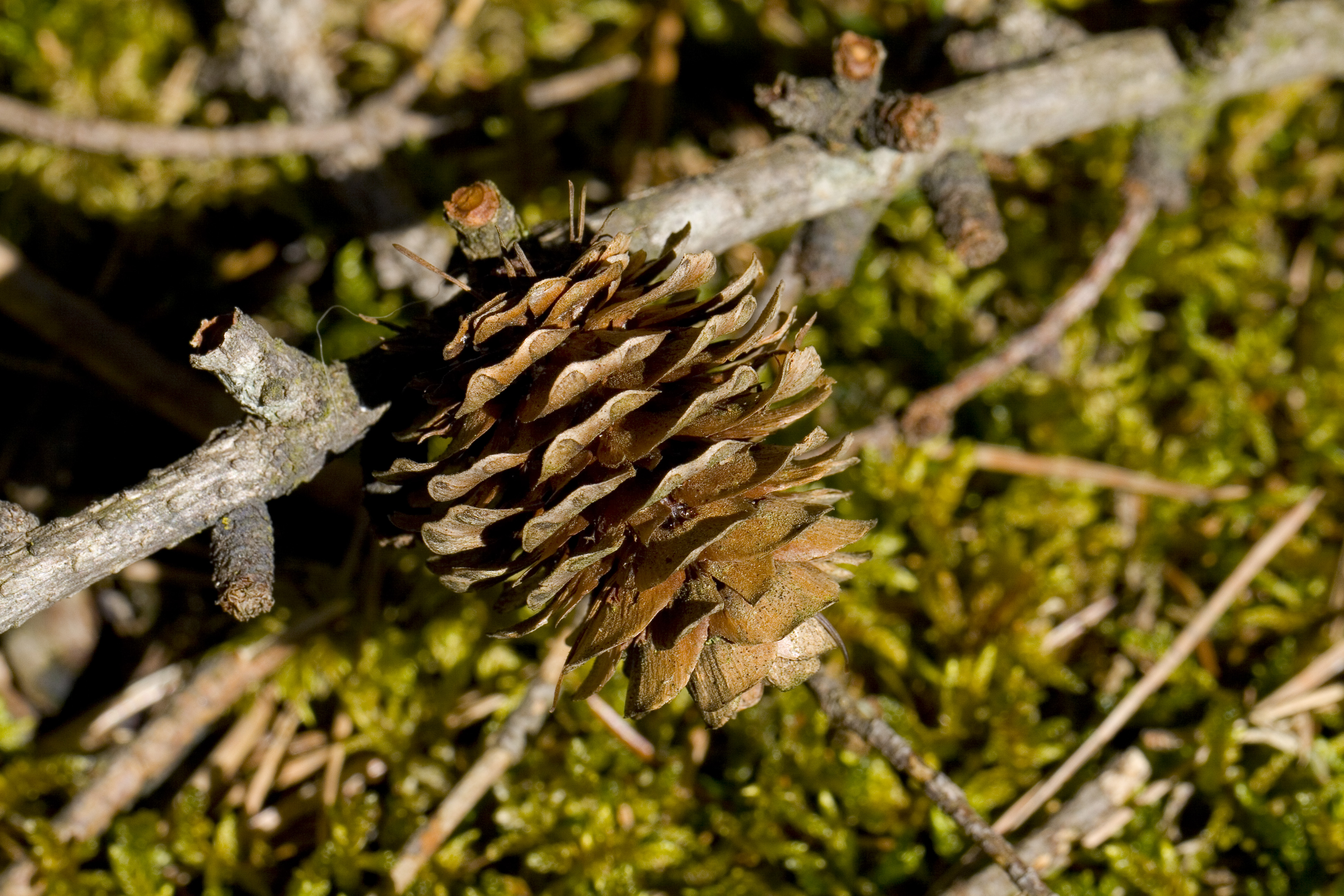
Lärchenzapfen
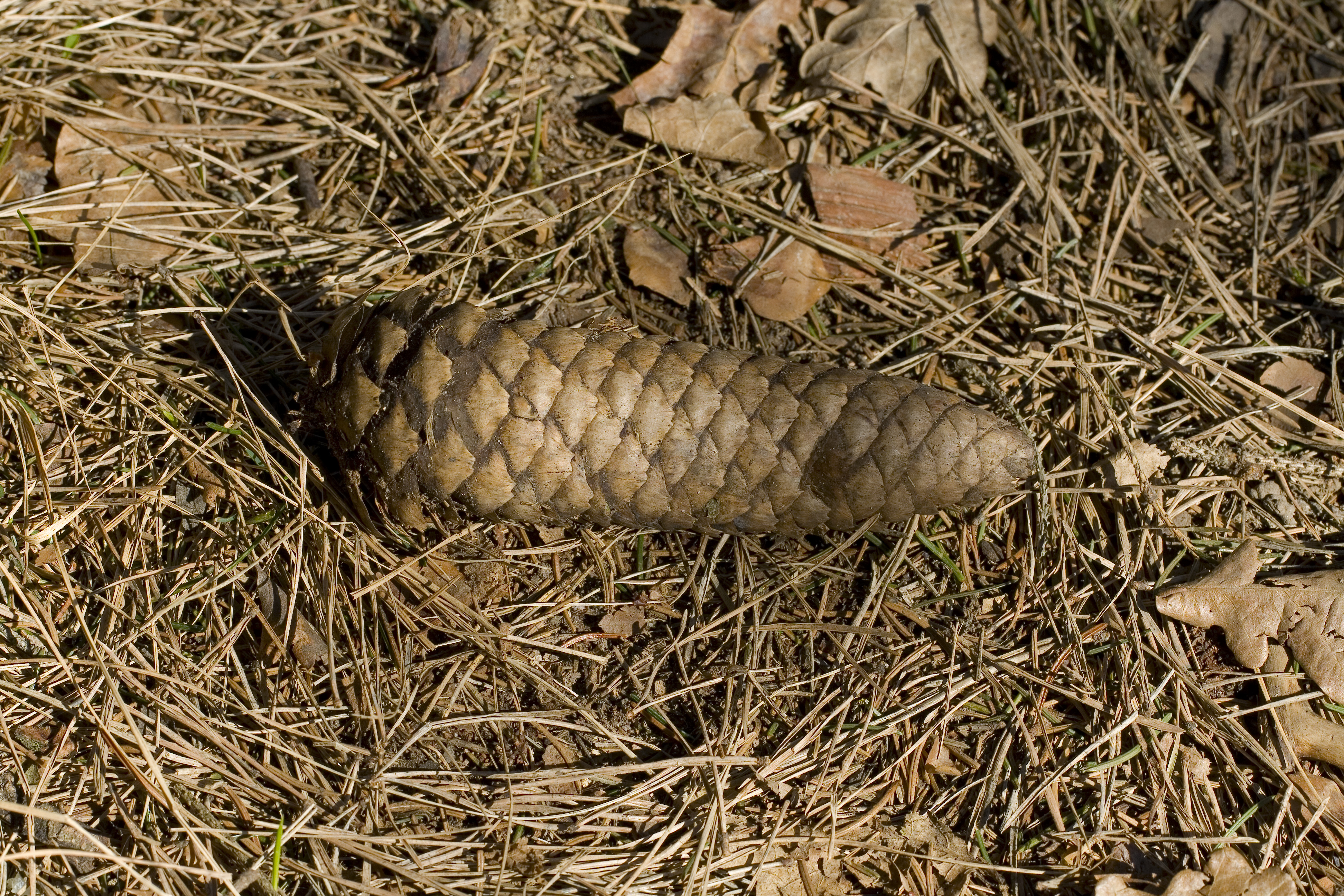
Fichtenzapfen
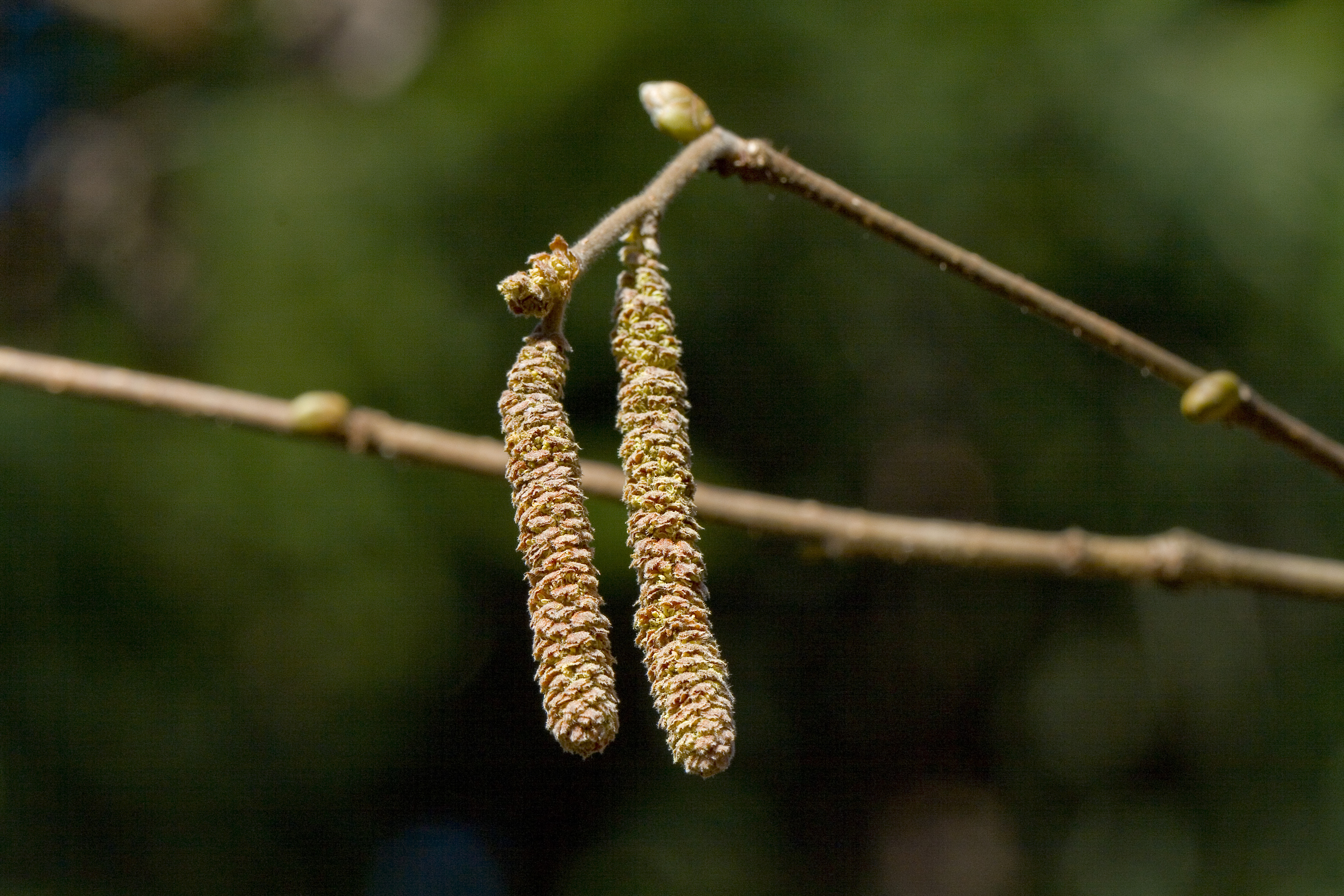
Haselnussblüte